# Juan de Valdés

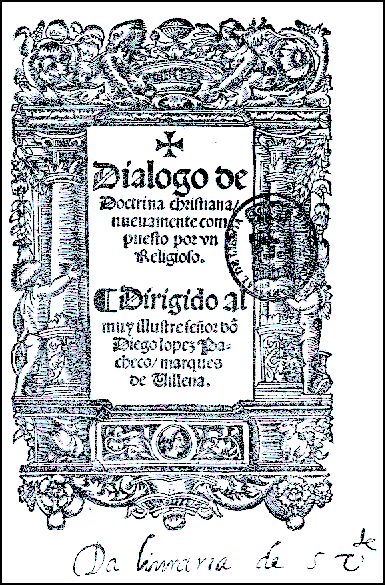
Diálogo de la Doctrina christiana, 1529

Juan de Valdés (Cuenca, 1509 — Nápoles, 1541) foi um humanista, erasmista e escritor espanhol, exilado por razões religiosas em Itália, que se notabilizou pelos seus escritos exegéticos e sobre a reforma do catolicismo.

## Biografia
São poucas e vagas as notícias que temos dos seus primeiros anos. Estudou em Alcalá de Henares e em princípios de 1528 iniciou correspondência com Erasmo de Roterdão. Por esta altura entrou ao serviço de Diego López Pacheco y Portocarrero, o 2.º marquês de Villena, período decisivo na sua formação religiosa.
Ao publicar o seu primeiro livro, intitulado Diálogo da doutrina cristã (Alcalá de Henares, 1529), foi denunciado à Inquisição, razão peal qual decidiu mudar-se para a Itália, onde viveria até o fim de sua vida.
Chegado a Itália, inicialmente foi gentil-homem de capa e espada na corte do papa Clemente VII. Em 1534 estava em Roma e um ano depois em Nápoles, em ambos os lugares como agente político do imperador Carlos V, mas teve de ser por pouco tempo, uma vez que foi vítima da reacção anti-erasmista da Inquisição Espanhola. Em Nápoles conviveu com Garcilaso de la Vega, membro da Academia Pontaniana. 
Nos anos seguintes, e até à sua morte, escreveu copiosamente considerações piedosas, obras de exegética, traduções parciais da Bíblia e alguns diálogos destinados a esclarecer conceitos e ampliar as discussões que mantinha com os seguidores das suas doutrinas religiosas na tertúlia que manteve em sua casa, um verdadeiro círculo de reformadores e de estudo religioso. Todos esses manuscritos foram preservados e transmitidos pelo mais conhecido dos seus discípulos, Giulia Gonzaga.
Recebeu em sua casa, entre outros, o arcebispo de Otranto Pietro Antonio di Capua, Galeazzo Caracciolo, Caterina Cybo, o vigário geral da ordem dos capuchinos Bernardino Ochino, o bispo de Bérgamo Vittore Soranzo, Bartolomeo Spadafora, o bispo de Cheronissa Giovanni Francesco Verdura e Pietro Martire Vermigli. Segundo testemunho prestado a 7 de Março de 1564 por Francesco Alois, condenado como luterano, entre os simpatizantes de Juan de Valdés estava também incluído Nicola Maria Caracciolo (1512-1568), bispo de Catânia, que num texto do seu sínodo diocesano, escrito em língua vulgar, demonstra uma espiritualidade próxima da cultivada por Valdés e seus discípulos. Mas os mais destacados foram Pietro Carnesecchi, Marcantonio Flaminio, Mario Galeota, amigo de Garcilaso, e a já citada Giulia Gonzaga.
Apesar de Nápoles ser naquela época uma cidade governada pela coroa espanhola, faltavam livros para aprender o castelhano, razão que terá motivado Valdés a escrever a sua obra Diálogo de la lengua, destinada a satisfazer um grupo de amigos que desejavam aperfeiçoar os seus conhecimentos de castelhano. Esta sua obra, escrita por volta de 1535, apenas foi impressa em pleno século XVIII, quando Gregorio Mayans y Siscar a editoou como apêndice à sua obra Orígenes de la lengua española, de 1737, e ainda assim com o título de Diálogo de las lenguas. O texto de Valdés contém um conjunto de prescrições sobre questões normativas da língua castelhana mais pura, considerando como tal aquela que era falada, opondo-se às opiniões de Antonio de Nebrija, a quem considerava demasiado afectado de andalucismo. Quanto ao estilo, mostra-se plenamente renascentista ao escrever:
El estilo que tengo me es natural y sin afectación ninguna. Escribo como hablo; solamente tengo cuidado de usar de vocablos que signifiquen bien lo que quiero decir, y dígolo cuanto más llanamente me es posible, porque, a mi parecer, en ninguna lengua está bien la afectación. (O estilo que tenho é-me natural. Escrevo como falo; apenas tenho o cuidado de usar vocábulos que signifiquem bem o que quero dizer, e digo-o o mais claramente que me é possível, porque, no meu entender, em nenhuma língua fica bem a afectação.
Juan de Valdés, bem como o seu irmão Alfonso, foi apontado como um dos possíveis autores da obra Lazarillo de Tormes, mas tal suposição foi descartada por estudos recentes. No que respeita às suas opiniões religiosas, matéria que mais tratou nos seus escritos, elas encontram-se a meio caminho entre o catolicismo e a reforma luterana, numa posição doutrinária e filosófica que teve ressonância na Europa. Em consequência dessa influências, a introdução do protestantismo em Itália tem sido atribuído a Valdés e, em especial, aos seus discípulos, os chamados valdesianos.

## Obra
1. Diálogo de la Lengua (escrito em 1533; primeira edição, Madrid, 1737; reimpresso em 1860, 1873).
2. Qual Maniera si devrebbe tenere a il jornare ... gli figliuoli de Christiani delle Cose della Religione (sem data nem lugar de edição; anterior a 1545, visto que foi usada pelo tradutor italiano do Catecismo de João Calvino, 1545). Não se conhece original em espanhol.
3. Trataditos, Bonn, 1881, de um manuscrito da Biblioteca Palatina, Viena; em italiano, Cinque Tratatelli Evangelici, Roma, 1545; reimpresso em 1869 em inglês por J. T. Betts, em XVII Opuscules, 1882.
4. Alfabeto Christiano (escrito por volta de 1537), em italiano, Veneza, 1545; em inglês, por Benjamin Barron Wiffen, 1861; o original espanhol é desconhecido.
5. Ciento i diez consideraciones divinas; todas as cópias do original espanhol foram suprimidas pela Inquisição Espanhola; trinta e nove das Consideraciones foram publicadas com os Trataditos, a partir de manuscrito de Viena.
6. Seven Doctrinal Letters (publicado originalmente com os Trataditos a partir do manuscrito de Viena), em inglês por J. T. Betts, com os Opuscules.
7. Comentario Breve ... sobre la Epístola de San Pablo a los Romanes, Veneza, 1556 (editado por Juan Pérez de Pineda); reimpresso em 1856 em inglês por J. T. Betts, 1883.
8. Comentario Breve ... sobre la Primera Epístola de San Pablo a los Corintios, Veneza, 1557.
9. El Evangelio de San Mateo (texto e comentário), 1881, do manuscrito de Viena; em inglês por J. T. Betts, 1883.
10. El Salterio (Salmos traduzidos do hebraico em espanhol), publicado com os Trataditos do manuscrito de Viena.
11. Comentarios en español a los Salmos 1 a 41.
12. Diálogo de la doctrina christiana.

São mencionados uns Comentarios ao Evangelio de San Juan que não estão localizados ou não existem.